# Gorsdorf
Gorsdorf ist ein Ortsteil der Stadt Jessen (Elster) im Landkreis Wittenberg des Landes Sachsen-Anhalt.
Der Ortsteil ist geprägt von Land- und Forstwirtschaft.

## Lage und Erreichbarkeit

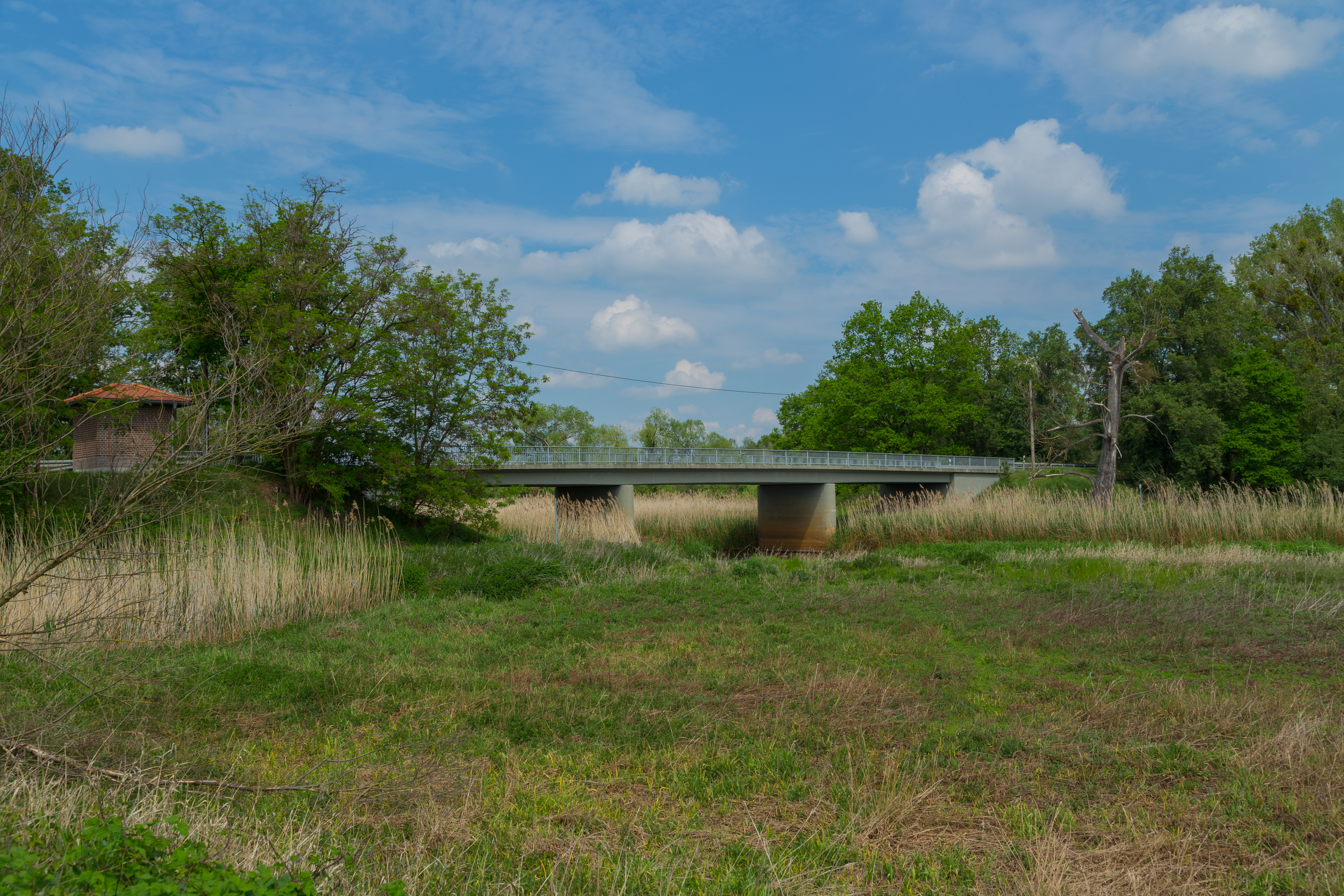
Elsterbrücke

Gorsdorf liegt ca. 8 km westlich der Stadt Jessen und ist über die Brücke über die Schwarze Elster, die K2232 und die B187 mit ihr als auch mit Elster (Elbe) verbunden. Die Brücke ist die letzte Elsterbrücke vor der Mündung des Flusses in die Elbe.

## Geschichte

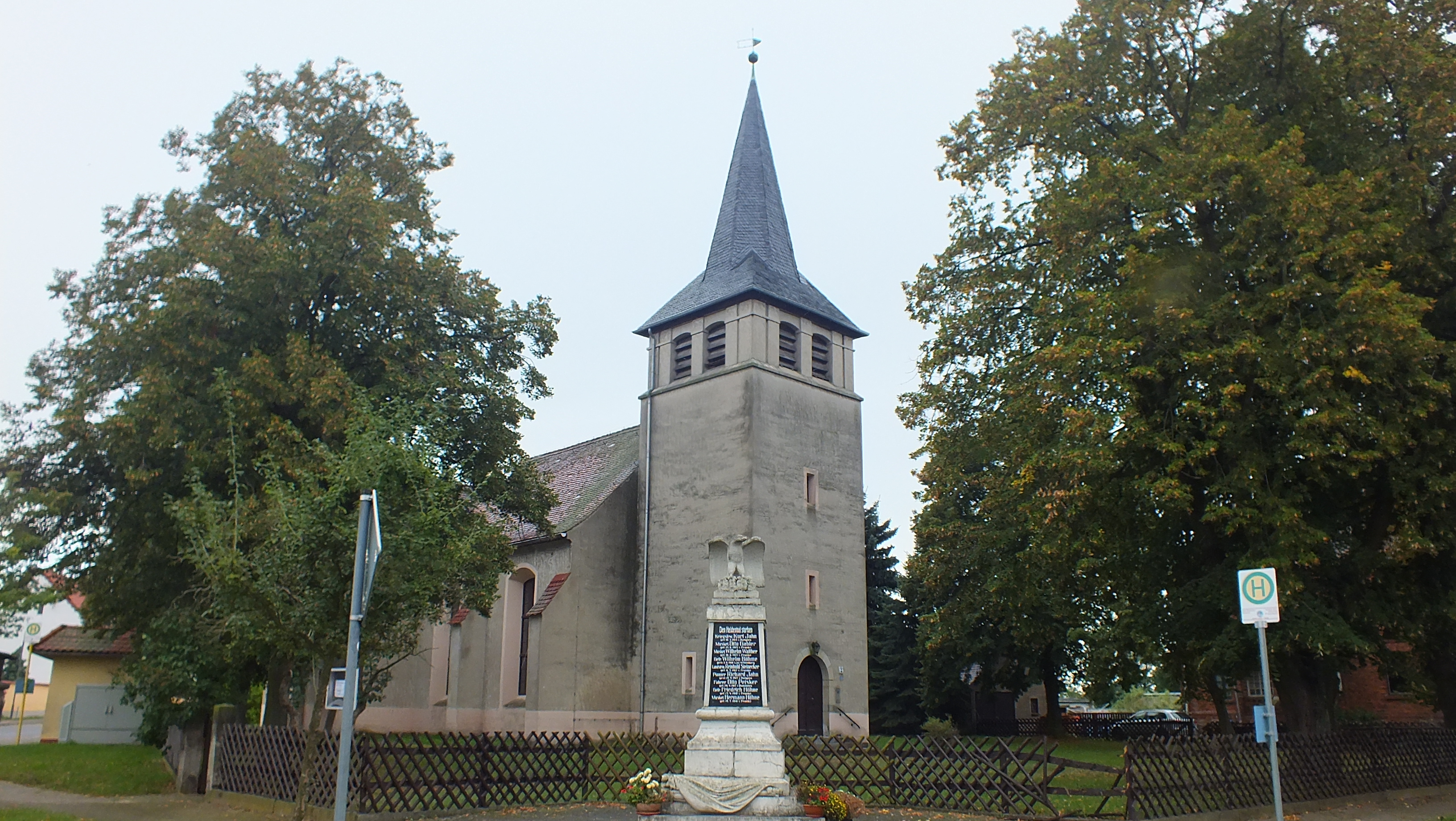
Kirche

Als Siedlungsform eines Rundlings wurde Gorsdorf erstmals 1346 unter dem Namen Görsdorf in Urkunden erwähnt. Die heutige Schreibweise Gorsdorf etablierte sich 1555.
Zu Gorsdorf gehörte die Bockwindmühle Gorsdorf. Die Mühle stürzte jedoch ein und wurde 2015 aus dem Denkmalverzeichnis ausgetragen.